# Schlacht von Treponti
Montebello – Varese – San Fermo – Palestro – Turbigo – Boffalora – Magenta – Melegnano – Treponti – Medole – Solferino – San Martino
Die Schlacht von Treponti, auch Gefecht bei Castenedolo genannt, war eine Auseinandersetzung im Sardinischen Krieg zwischen dem österreichischen Feldmarschallleutnant Karl von Urban und Giuseppe Garibaldi am 15. Juni 1859.

## Vorgeschichte
Im März des Jahres 1859 fiel Giuseppe Garibaldi mit einer Abteilung der Cacciatori delle Alpi von 3000 Mann in das Königreich Lombardo-Venetien ein. Der Kommandeur der dort stationierten österreichischen Division, Feldmarschallleutnant Karl von Urban griff daraufhin die italienischen Freiwilligen an. Bei Treponti in der Lombardei holten die Kaiserlichen mit 4.000 Soldaten schließlich am 15. Juni 1859 Garibaldi ein.

## Die Schlacht
Die Italiener waren auf einen Angriff nicht vorbereitet. Das plötzliche Auftauchen der österreichischen Truppen sorgte bei den jungen Freiwilligen teilweise für Panik. Außerdem war das Terrain bei Treponti sehr eben, wodurch die italienischen Gebirgsjäger ihren Vorteil nicht nutzen konnten.
Garibaldi selbst erschien mit einer Reiterschar in der Schlacht, doch konnten die unerfahrenen Italiener die österreichische Armee nicht zurückdrängen. Nach kurzem Gefecht flohen die Cacciatori delle Alpi und die Schlacht war für Garibaldi verloren. Auf italienischer Seite fielen 120 Männer und weitere 70 wurde gefangen genommen.

## Folgen
Karl von Urban kehrte im Triumph nach Österreich zurück; doch konnte dieser kleine Sieg die Italiener und Franzosen nicht entmutigen. Es blieb bei diesem einen Sieg gegen Garibaldi; die französisch-sardischen Truppenverbände siegten in der Schlacht von Solferino und die Österreicher verloren den Krieg.